# Aeroportul N'Dolo
Aeroportul N'Dolo (IATA: NLO, ICAO: FZAB) este un aeroport din Kinshasa, Kinshasa⁠(d), Republica Democratică Congo ce deservește zona Kinshasa. A fost deschis în 1919.
Situat la o altitudine de 279 m, aeroportul dispune de o singură pistă.